# وسلین ماتیچ
وسلین ماتیچ (زاده ۲۱ ژوئیه ۱۹۶۰) یک مربی بسکتبال حرفه‌ای اهل صربستان است.

## مربیگری
- او کی کی بلگراد (۱۹۹۰–۱۹۸۸)
- یوگسلاوی (۱۹۹۰–۱۹۸۹)
- تلکوم کارلسروهه (۱۹۹۳–۱۹۹۰)
- کی کی کرونا وزدا (۱۹۹۴–۱۹۹۳)(دستیار)
- کی کی پارتیزان (۱۹۹۶–۱۹۹۴)(دستیار)
- فرایبورگ (۱۹۹۸–۱۹۹۷)
- واربود وارسوازا (۲۰۰۰–۱۹۹۸)
- کولن ۹۹ (۲۰۰۱–۲۰۰۰)
- هین انرژی کلن (۲۰۰۵–۲۰۰۱)
- لهستان (۲۰۰۶–۲۰۰۵)
- بی سی کالو/کرامو (۲۰۰۸–۲۰۰۶)
- ساجس (۲۰۰۹–۲۰۰۸)
- تیم ملی بسکتبال ایران (۲۰۰۹ تا ۲۰۱۲)
- الاهلی(۲۰۱۲-۲۰۱۴)
- لبنان (۲۰۱۵-۲۰۱۶)
- سوریه (۲۰۱۷-۲۰۱۹)
- هندوستان (۲۰۱۹-

## افتخارات

### باشگاهی
- قهرمان کشور (۹۴–۱۹۹۳)
- قهرمان کشور (۹۵–۱۹۹۴)
- قهرمان کشور (۹۶–۱۹۹۵)
- انتقال تیم از دسته دوم به دسته اول (۰۰–۱۹۹۸)
- انتقال تیم از دسته سوم به دسته اول (۰۱–۲۰۰۰)
- قهرمان جام استونی (۰۸–۲۰۰۷)

### ملی
- قهرمان اروپا (۹۷–۱۹۹۶)
- قهرمان جهان (۱۹۹۸)(دستیار)
- قرمان اروپا (۲۰۰۱)(دستیار)
- قهرمان جهان (۲۰۰۲) (دستیار)
- قهرمان آسیا (۲۰۰۹)
- برنز بازیهای آسیایی (۲۰۱۰ گوانگژو)
- قهرمانی غرب آسیا (۲۰۱۰ دوحه)
- قهرمانی غرب آسیا (۲۰۱۵ امان)
- قهرمانی بازیهای جنوب آسیا (۲۰۱۹ نپال)